# Kempton Aparicio
Kempton Davidson Aparicio Rodríguez (ur. 10 lipca 1980) – panamski zapaśnik walczący w obu stylach. Piąty na mistrzostwach panamerykańskich w 2014. Złoty medalista igrzysk Ameryki Środkowej w 2010 i 2013. Trzeci na igrzyskach boliwaryjskich w 2017 roku.